# Retrat d'un metge
El Retrat d'un metge és un retrat pictòric d'El Greco que consta amb el número 149 en el catàleg raonat d'obres d'aquest pintor, realitzat pel seu especialista, Harold Wethey.

## Tema de l'obra
No se sap la identitat del personatge retratat, però coneixem que era un metge per l'anell que porta al dit polze de la mà esquerra. Podria ser Luis Mercado (Valladolid,1525 ca.-1611), metge de cambra de Felip II, però és més probable que sigui Rodrigo de la Fuente, notable ciutadà de Toledo i conegut del pintor, perquè un retrat a la Biblioteca Nacional d'Espanya recolza aquesta darrera identificació.

## Anàlisi de l'obra
Oli sobre llenç; 96 x 82,3 cm.; 1585 circa, Museu del Prado, Madrid.
Signat amb lletres cursives gregues, sobre el llibre: doménikos theotokópolis (sic) e'poíei.
La mà dreta va ser repintada incorrectament, però l'estat de conservació de la resta de l'obra és excel·lent.
El Greco representa al metge com un home d'edat avançada, però encara ferm, que recolza la mà esquerra sobre un llibre, mentre amb la dreta fa un gest explicatiu. Vesteix un trajo negre, amb escarolat i punys de tela, i al polze de la mà esquerra porta l'anell amb una pedra valuosa que l'identifica com a metge. És un retrat franc i ple d'humanitat. L'esguard del personatge és lleugerament interrogatiu, i la seva positura dona la impressió de força. El cap, el llibre i les mans están realçats pel fons verdós i pel verd obscur de la vestimenta, realitzats sense parar innecessària atenció als detalls.
Aquesta obra és de la mateixa etapa que el Retrat de Lluís Gonzaga, i ambdós retrats tenen diverses similituds. Però Lluís Gonzaga recolza la seva mà al llibre amb una certa indiferència, mentre aquí el metge ho fa amb autoritat, explicant així que la seva experiència personal és igual o superior a la que hi ha als textos.